# 王底楨
王 底楨（おう ていてい、Wáng Dǐzhēn、生年不詳 - 1858年）は、清末の白蓮教徒の蜂起の指導者の一人。王廷楨とも。
安徽省潁州府阜陽県西爐寨の出身。白蓮教の教主で、1858年に弟子の李潮仕とともに蜂起し、王底楨は「順天軍師」、李潮仕は「大司馬」を名乗った。蜂起には河南省の沈丘・項城・息県などの民衆が参加し、太平天国や捻軍とともに固始を包囲した。しかし包囲に失敗し、逆に河南巡撫英桂（イングイ）の派遣したデレンタイ（徳楞泰）に西爐寨を包囲された。2カ月余りの戦闘の後に西爐寨は全滅し、7500人余りが殺害された。